# 15126 Brittanyanderson
A 15126 Brittanyanderson (ideiglenes jelöléssel 2000 EA44) a Naprendszer kisbolygóövében található aszteroida. A LINEAR projekt keretében fedezték fel 2000. március 8-án.